# Heteropoda jacobi
Heteropoda jacobi là một loài nhện trong họ Sparassidae.
Loài này thuộc chi Heteropoda. Heteropoda jacobi được Embrik Strand miêu tả năm 1911.